# Ledamöter av Europaparlamentet från Irland 2009–2014
Ledamöter av Europaparlamentet från Irland 2009–2014 förtecknar ledamöter som representerar Republiken Irland i Europaparlamentet under mandatperioden 2009–2014. Irland hade denna mandatperiod tolv mandat.
| Namn                                                             | Valkrets | Irländskt parti  | Grupp i Europaparlementet | Bild | Kommentar                                                                                |
| ---------------------------------------------------------------- | -------- | ---------------- | ------------------------- | ---- | ---------------------------------------------------------------------------------------- |
| Liam Aylward                                                     | Öst      | Fianna Fáil      | ALDE                      |      |                                                                                          |
| Nessa Childers                                                   | Öst      | Arbetarpartiet   | S&D                       |      | Nessa Childers invaldes för Arbetarpartiet, men har lämnat partiet under mandatperioden. |
| Emer Costello                                                    | Dublin   | Arbetarpartiet   | S&D                       |      | Ersatt Proinsias de Rossa från 15 februari 2012                                          |
| Brian Crowley                                                    | Söder    | Fianna Fáil      | ALDE                      |      |                                                                                          |
| Proinsias De Rossa                                               | Dublin   | Arbetarpartiet   | S&D                       |      | Ersatt av Emer Costello från 15 februari 2012                                            |
| Pat Gallagher                                                    | Nordväst | Fianna Fáil      | ALDE                      |      |                                                                                          |
| Marian Harkin                                                    | Nordväst | Oberoende        | ALDE                      |      |                                                                                          |
| Jim Higgins                                                      | Nordväst | Fine Gael        | EPP                       |      |                                                                                          |
| Joe Higgins                                                      | Dublin   | Socialistpartiet | GUE/NLG                   |      | Ersatt av Paul Murphy från april 2011                                                    |
| Alan Kelly Remplacé par Phil Prendergast (à partir d'avril 2011) | Söder    | Arbetarpartiet   | S&D                       |      | Ersatt av Phil Prendergast från april 2011                                               |
| Seán Kelly                                                       | Söder    | Fine Gael        | EPP                       |      |                                                                                          |
| Mairead McGuinness                                               | Öst      | Fine Gael        | EPP                       |      |                                                                                          |
| Gay Mitchell                                                     | Dublin   | Fine Gael        | EPP                       |      |                                                                                          |
| Paul Murphy                                                      | Dublin   | Socialistpartiet | GUE/NLG                   |      | Ersatt Joe Higgins från april 2011                                                       |
| Phil Prendergast                                                 | Söder    | Arbetarpartiet   | S&D                       |      | Ersatt Alan Kelly från april 2011                                                        |